# Amsterdamse Tramharmonie
De Amsterdamse Tramharmonie is een harmonieorkest uit Amsterdam dat uitkomt in de eerste divisie, de hoogste divisie van de Nederlandse amateurmuziekgezelschappen. Sinds 2012 is de muzikale leiding in handen van Jacco Nefs.

## Geschiedenis
Het harmonieorkest werd op 3 augustus 1906 opgericht door conducteurs en trambestuurders van de Gemeentetram Amsterdam (sinds 1943 Gemeentevervoerbedrijf Amsterdam). Inmiddels is de Tramharmonie onafhankelijk van het GVB.
Het orkest heeft in zijn rijke geschiedenis verschillende gedaantewisselingen meegemaakt. In 1992 werd bij het ANUM concours in Leiden lof der jury en promotie naar de afdeling superieur behaald. Dat het orkest zich sindsdien met de beste amateurorkesten van Nederland kan meten, werd duidelijk toen het concours in Amsterdam in 1995 in de hoogste afdeling met een eerste prijs en lof der jury gewonnen werd. In mei 2000, november 2005 en november 2012 won het orkest een eerste prijs op het door de Koninklijke Nederlandse Federatie van Muziekverenigingen (KNFM) georganiseerde concours in achtereenvolgens Middelburg, Enschede en Zaandam, alle keren met lof der jury.

## Projecten
De harmonie heeft meer dan 50 keer in het Concertgebouw gespeeld, en in vele andere bekende Amsterdamse zalen, zoals Paradiso, Muziekgebouw aan 't IJ, de Beurs van Berlage en theater de Meervaart. In 2014 speelde het orkest voor onder anderen koning Willem Alexander en vele andere hoogwaardigheidsbekleders tijdens het Koninkrijksconcert.
Op 28 mei 2016 vierde de Tramharmonie haar 110-jarig jubileum met het theaterconcert "Geef mij maar Amsterdam" in een uitverkocht Koninklijk Theater Carré. In deze show, gepresenteerd door theatermaker Joep Onderdelinden werd teruggekeken op de historie van het orkest en van Amsterdam, met gastoptredens van o.a. Willeke Alberti, Martijn Fischer, Sjors van der Panne, Davey Bindervoet en Nancy Visser.

## Dirigenten
- 1972 - Jan Ros
- -1989: Wijb Schoon
- 1989-1990: Gerrit Fokkema a.i.
- 1990-2010: Gerrit de Weerd
- 2011-2012: Ali Groen
- 2012- Jacco Nefs